# Parki narodowe w Wenezueli
W Wenezueli znajduje się 45 parków narodowych (stan na 2023 rok) zajmujących ponad 23 procent powierzchni kraju (ponad 200 000 km²). Wszystkie mają kategorię IUCN – II (park narodowy). Zarządza nimi Instytut Parków Narodowych (Inparques) podległy Ministerstwu Władzy Ludowej na rzecz Ekosocjalizmu.

## Parki narodowe w Wenezueli
| Lp. | Zdjęcie | Nazwa parku narodowego                                                                               | Rok utworzenia | Powierzchnia (km²) | Stan                               | Uwagi                                                    |
| 1   |         | Park Narodowy Aguaro-Guariquito (hiszp. Parque nacional Aguaro-Guariquito)                           | 1974           | 5857,5             | Guárico                            | ostoja ptaków IBA                                        |
| 2   |         | Park Narodowy Archipiélago Los Roques (hiszp. Parque nacional Archipiélago Los Roques)               | 1972           | 2251,53            | Dependencje Federalne              | wpisany na listę konwencji ramsarskiej ostoja ptaków IBA |
| 3   |         | Park Narodowy Canaima (hiszp. Parque nacional Canaima)                                               | 1962           | 30 000             | Bolívar                            | lista światowego dziedzictwa UNESCO ostoja ptaków IBA    |
| 4   |         | Park Narodowy Caura (hiszp. Parque nacional Caura)                                                   | 2017           | 75 339,52          | Bolívar Amazonas                   |                                                          |
| 5   |         | Park Narodowy Cerro El Copey-Jóvito Villalba (hiszp. Parque nacional Cerro El Copey-Jóvito Villalba) | 1974           | 71,3               | Nueva Esparta                      |                                                          |
| 6   |         | Park Narodowy Cerro Saroche (hiszp. Parque nacional Cerro Saroche)                                   | 1989           | 322,94             | Lara                               |                                                          |
| 7   |         | Park Narodowy Cerro Yapacana (hiszp. Parque nacional Cerro Yapacana)                                 | 1978           | 3200               | Amazonas                           | ostoja ptaków IBA                                        |
| 8   |         | Park Narodowy Chorro El Indio (hiszp. Parque nacional Chorro El Indio)                               | 1989           | 160                | Táchira                            |                                                          |
| 9   |         | Park Narodowy Ciénagas del Catatumbo (hiszp. Parque nacional Ciénagas del Catatumbo)                 | 1991           | 2263,3             | Zulia                              | ostoja ptaków IBA                                        |
| 10  |         | Park Narodowy Cueva de la Quebrada del Toro (hiszp. Parque nacional Cueva de la Quebrada del Toro)   | 1969           | 48,85              | Falcón                             |                                                          |
| 11  |         | Park Narodowy Dinira (hiszp. Parque nacional Dinira)                                                 | 1988           | 453,28             | Lara Portuguesa Trujillo           | ostoja ptaków IBA                                        |
| 12  |         | Park Narodowy Dr. José Gregorio Hernández (hiszp. Parque nacional Dr. José Gregorio Hernández)       | 2021           | 505,55             | Barinas Mérida Trujillo            |                                                          |
| 13  |         | Park Narodowy Duida Marahuaca (hiszp. Parque nacional Duida Marahuaca)                               | 1978           | 3737,4             | Amazonas                           | rezerwat biosfery UNESCO ostoja ptaków IBA               |
| 14  |         | Park Narodowy El Guácharo (hiszp. Parque nacional El Guácharo)                                       | 1975           | 627                | Monagas Sucre                      | ostoja ptaków IBA                                        |
| 15  |         | Park Narodowy El Guache (hiszp. Parque nacional El Guache)                                           | 1992           | 125                | Lara Portuguesa                    |                                                          |
| 16  |         | Park Narodowy El Tamá (hiszp. Parque nacional El Tamá)                                               | 1978           | 1390               | Táchira Apure                      | ostoja ptaków IBA                                        |
| 17  |         | Park Narodowy General Juan Pablo Peñaloza (hiszp. Parque nacional General Juan Pablo Peñaloza)       | 1989           | 952                | Mérida Táchira                     | ostoja ptaków IBA                                        |
| 18  |         | Park Narodowy Guaramacal (hiszp. Parque nacional Guaramacal)                                         | 1988           | 214,91             | Trujillo Portuguesa                | ostoja ptaków IBA                                        |
| 19  |         | Park Narodowy Guatopo (hiszp. Parque nacional Guatopo)                                               | 1958           | 1224,64            | Miranda Guárico                    | ostoja ptaków IBA                                        |
| 20  |         | Park Narodowy Henri Pittier (hiszp. Parque nacional Henri Pittier)                                   | 1937           | 1078               | Aragua Carabobo                    | ostoja ptaków IBA                                        |
| 21  |         | Park Narodowy Jaua - Sarisariñama (hiszp. Parque nacional Jaua - Sarisariñama)                       | 1978           | 3300               | Bolívar                            | ostoja ptaków IBA                                        |
| 22  |         | Park Narodowy Juan Crisóstomo Falcón (hiszp. Parque nacional Juan Crisóstomo Falcón)                 | 1987           | 200                | Falcón                             | ostoja ptaków IBA                                        |
| 23  |         | Park Narodowy Laguna de La Restinga (hiszp. Parque nacional Laguna de La Restinga)                   | 1974           | 188,62             | Nueva Esparta                      | wpisany na listę konwencji ramsarskiej ostoja ptaków IBA |
| 24  |         | Park Narodowy Laguna de Tacarigua (hiszp. Parque nacional Laguna de Tacarigua)                       | 1974           | 391                | Miranda                            | wpisany na listę konwencji ramsarskiej ostoja ptaków IBA |
| 25  |         | Park Narodowy Médanos de Coro (hiszp. Parque nacional Médanos de Coro)                               | 1974           | 912,8              | Falcón                             | ostoja ptaków IBA                                        |
| 26  |         | Park Narodowy Macarao (hiszp. Parque nacional Macarao)                                               | 1973           | 150                | Distrito Capital Miranda           | ostoja ptaków IBA                                        |
| 27  |         | Park Narodowy Mariusa (hiszp. Parque nacional Mariusa)                                               | 1991           | 3310               | Delta Amacuro                      | rezerwat biosfery UNESCO ostoja ptaków IBA               |
| 28  |         | Park Narodowy Mochima (hiszp. Parque nacional Mochima)                                               | 1973           | 949,35             | Sucre Anzoátegui                   | ostoja ptaków IBA                                        |
| 29  |         | Park Narodowy Morrocoy (hiszp. Parque nacional Morrocoy)                                             | 1974           | 320,9              | Falcón                             | ostoja ptaków IBA                                        |
| 30  |         | Park Narodowy Parima-Tapirapecó (hiszp. Parque nacional Parima-Tapirapecó)                           | 1991           | 34 200             | Amazonas                           | rezerwat biosfery UNESCO ostoja ptaków IBA               |
| 31  |         | Park Narodowy Península de Paria (hiszp. Parque nacional Península de Paria)                         | 1978           | 375                | Sucre                              | ostoja ptaków IBA                                        |
| 32  |         | Park Narodowy Río Viejo San Camilo (hiszp. Parque nacional Río Viejo San Camilo)                     | 1992           | 800                | Apure                              |                                                          |
| 33  |         | Park Narodowy San Esteban (hiszp. Parque nacional San Esteban)                                       | 1987           | 435                | Carabobo                           | ostoja ptaków IBA                                        |
| 34  |         | Park Narodowy Santos Luzardo (hiszp. Parque nacional Santos Luzardo)                                 | 1988           | 5843,68            | Apure                              | ostoja ptaków IBA                                        |
| 35  |         | Park Narodowy Serranía La Neblina (hiszp. Parque nacional Serranía La Neblina)                       | 1978           | 13 600             | Amazonas                           | rezerwat biosfery UNESCO ostoja ptaków IBA               |
| 36  |         | Park Narodowy Sierra de La Culata (hiszp. Parque nacional Sierra de La Culata)                       | 1989           | 2004               | Mérida Trujillo                    | ostoja ptaków IBA                                        |
| 37  |         | Park Narodowy Sierra de Perijá (hiszp. Parque nacional Sierra de Perijá)                             | 1978           | 2952,88            | Zulia                              | ostoja ptaków IBA                                        |
| 38  |         | Park Narodowy Sierra Nevada (hiszp. Parque nacional Sierra Nevada)                                   | 1952           | 2764,46            | Mérida Barinas                     | ostoja ptaków IBA                                        |
| 39  |         | Park Narodowy Tapo-Caparo (hiszp. Parque nacional Tapo-Caparo)                                       | 1993           | 2050               | Barinas Mérida Táchira             | ostoja ptaków IBA                                        |
| 40  |         | Park Narodowy Terepaima (hiszp. Parque nacional Terepaima)                                           | 1976           | 186,5              | Lara Portuguesa                    | ostoja ptaków IBA                                        |
| 41  |         | Park Narodowy Tirgua (hiszp. Parque nacional Tirgua)                                                 | 1992           | 910                | Cojedes Yaracuy                    | ostoja ptaków IBA                                        |
| 42  |         | Park Narodowy Turuépano (hiszp. Parque nacional Turuépano)                                           | 1991           | 700                | Sucre                              | ostoja ptaków IBA                                        |
| 43  |         | Park Narodowy Waraira Repano (hiszp. Parque nacional Waraira Repano)                                 | 1958           | 851,92             | Distrito Capital Miranda La Guaira | ostoja ptaków IBA                                        |
| 44  |         | Park Narodowy Yacambú (hiszp. Parque nacional Yacambú)                                               | 1962           | 269,16             | Lara Portuguesa                    | ostoja ptaków IBA                                        |
| 45  |         | Park Narodowy Yurubí (hiszp. Parque nacional Yurubí)                                                 | 1960           | 236,7              | Yaracuy                            | ostoja ptaków IBA                                        |